# 伏見会館
伏見会館（ふしみかいかん）は、かつて存在した日本の映画館である。1957年（昭和32年）12月30日、京都府京都市伏見区の大手筋に伏見東映劇場（ふしみとうえいげきじょう）として新築・開館、1961年（昭和36年）前後に改称した。京都伏見会館（きょうとふしみかいかん）と表記されることもあった。明治時代から芝居小屋・映画館が栄えた同区に残る最後の映画館として知られた。
同館を経営し同館内に本社を置いた映画興行会社京阪興行（けいはんこうぎょう）についても本項で扱い、同館の改称後に「伏見東映劇場」を名乗った映画館については、伏見東劇で扱う。

## 沿革
- 1957年12月28日 - 岡本三英を代表取締役とした映画興行会社京阪興行株式会社を設立[4][5]
  - 同年12月30日 - 伏見東映劇場として開館[1][14]
- 1961年前後 - 伏見会館と改称[2][15]
- 2004年3月30日 - 閉館

## データ
- 所在地 : 京都府京都市伏見区新町4丁目454番地[1][6]
  - 現在1階にスーパーマーケット「マイキッチンスマイル」が位置する[17]

北緯35度1分21.54秒 東経135度45分7.36秒 / 北緯35.0226500度 東経135.7520444度
- 経営 : 京阪興行株式会社[1][12][16][6]
  - 代表 :

  1. 岡本三英 [1]
  2. 岡本忠男 [4][5][8][9][12]

  - 支配人 :

  1. 岡本登
  2. 長島喜一
  3. 前川美木子 （1972年[6][8][9][12] - 2004年）
- 構造 : 鉄筋コンクリート造二階建[1][6][8][9][12]
- 観客定員数 : 210名（1975年[6]） ⇒ 240名（1979年[8]） ⇒ 150名（1983年[9]） ⇒ 100名（2001年[12]）

## 概要
1957年（昭和32年）12月30日、京都府京都市伏見区新町4丁目454番地に伏見東映劇場として新築され、開館した。1階には「東映パチンコ」があり、同館は2階に入口があった。当初は東映専門の二番館で、封切り作品を1-2週遅れで上映した。京阪本線伏見桃山駅および同駅に並行する近鉄京都線桃山御陵前駅と直交して西に伸びる大手筋（伏見大手筋商店街）に面した好立地であり、同館の経営は京阪興行株式会社が、開館から最後の閉館まで一貫して行った。設立時の同社代表であった岡本三英は、兵庫県神戸市出身の元活動写真弁士（号・岡本松風）で、福岡県門司市本川町4丁目（現在の同県北九州市門司区東門司1丁目19番地5号）に門司国際映画劇場（1927年10月に本川座として開館、現存せず）を戦前から経営する人物であり、当時は門司市議会議員を務めていた。
当時の伏見区には、伏見大手劇場（かつての伏見帝国館、伯耆町）、伏見映画劇場（かつての伏見松竹館、のちの伏見劇場、風呂屋町）、伏見都映画劇場（かつての伏見都館、のちの新星DX伏見劇場、鑓屋町）、伏見キネマ（かつての中央館、北尼ヶ崎町）、伏見大映（のちの伏見東劇、東大手町）と同館を含めて合計6館の映画館が存在していた。
1961年（昭和36年）前後に伏見会館と改称、新東宝の封切館になったが同時期に新東宝は倒産している。前年に伏見キネマが閉館、同年、伏見大手劇場が閉館し、伏見都映劇（伏見都映画劇場）が業態をストリップ劇場に変更して「伏見ミュージック」と改称している。この時期、同区内の映画館は半減し、同館のほかは伏見大映（伏見東劇）と伏見劇場だけになってしまった。伏見劇場は1967年（昭和42年）前後に閉館（現在は駐車場）、同じころ、伏見大映が伏見東映劇場と改称している。その後の同館は、東宝が製作・配給した『ゴジラ』シリーズや、日活が製作・配給した『八月の濡れた砂』（監督藤田敏八、1971年8月25日公開）等を上映していたという。1971年（昭和46年）には同館が面した大手筋にアーケードが設置され、車両が通行しなくなっている。1970年代には日本映画の各社混映館であったが、日活が日活ロマンポルノを開始するとともに、同館は成人映画を中心とした映画館に変わっていった。
1980年代には、同区に2館のみ残った映画館である伏見東劇とともに、にっかつロマンポルノ等の成人映画を上映していた。1987年（昭和62年）に伏見東劇が閉館して1989年（平成元年）10月には跡地にマンションが建ち、同区の映画館は同館のみになった。1988年（昭和63年）6月のロマンポルノ終焉以降は、新東宝映画、エクセスフィルム（新日本映像）、オーピー映画（大蔵映画）を上映していたが、2004年（平成16年）3月30日、閉館した。建物は解体されることなく存続しており、1階に存在した「東映パチンコ」は館名変更以降も長らく営業が続いていたが、同館の閉館時にはすでにスーパーマーケット「マイキッチンスマイル」に変わっていた。

## 京阪興行
京阪興行株式会社（けいはんこうぎょう）は、日本の映画会社（興行）である。福岡県門司市（当時）の興行者・市議会議員であった元活動写真弁士の岡本三英が、伏見東映劇場（のちの伏見会館）の開業前に設立、岡本忠男が代表を務め、かつて1950年代に西陣京極の映画館・國際映画劇場（のちの西陣大映）を経営した谷口真一が取締役を務めていた（1973年・1975年）。1978年（昭和53年）前後には谷口に代わって、門司国際映画劇場の後身である岡三実業株式会社（北九州市門司区東門司、1964年4月1日設立）の社長・岡本寛治が取締役に就任している。伏見会館を経営し、同館内に本社を置いた。

### 企業データ
- 所在地 : 京都府京都市伏見区新町4丁目454番地 伏見会館[4][5][7]
- 代表取締役 : 
  1. 岡本三英 [1]
  2. 岡本忠男 [4][6][5][7][10][11][12]
- おもな歴代役員 : 谷口真一（取締役）[4][5]、岡本登（監査役・伏見会館総務部長[24]）、岡本寛治（取締役）[7]
- 事業内容 : 映画館の経営[4][5][7]
- 資本金 : 800万円 （1973年[4]・1975年[5]・1979年[7]）
- 設立 : 1957年12月28日 [4][5][7]

### 事業場
かつて同社が経営した映画館等の事業場の一覧である。
- 伏見会館 （伏見区新町4丁目454番地、1957年 - 2004年） - 現在跡地に同館の建物が現存
- 島原国際劇場 （下京区二人司町3番地7号、1953年 - 1969年）[24] - 現在跡地に駐車場